# 紧急救援基金会
紧急救援基金会是一个在荷兰注册的非营利组织，其专业在于给援助冲突、不稳定或者自然灾害地区的志願者提供训练、设备和帮助。它的认识是“拯救生命，加强社群”。2014年前英国陆军军官詹姆斯·勒·梅西耶尔创办，目前主要通过在土耳其和约旦的办公室在中东活动。一开始它的总部位于阿拉伯联合酋长国杜拜。

## 活动
根据紧急救援基金会的网页其目的在于“与进入、处于获得将要开始进入冲突或自然灾害的社群结伴，提供训练和设备、帮助和联系以及组织能力来建立当地、地区性或国家性的草根急救组。”
从它创办开始紧急救援基金会的主要角色是作为白头盔的国际支持伙伴，通过从英国、丹麦、荷兰和德国募捐向白头盔提供训练、设备和成员。白头盔的另一个支持者后幕是美国国际开发署。
紧急救援基金会报告从2014年到2018年它一共获得1.27亿美元资金，其中1900万美元来自非政府来源。
紧急救援基金会与白头盔和基于英国的人权组织叙利亚行动是完全不同的组织。后者支持在叙利亚内战种保护平民。叙利亚行动有一个为白头盔建立的独立的募捐网页。但是到2017年为止紧急救援基金会和白头盔的总部位于同一建筑，甚至同一层楼，他们的会议也一起开。捐款者说很难区分这两个组织总部的运行。
2019年紧急救援基金会开始考虑在叙利亚以外其它国家里建立平民防御性稳固项目，比如在伊拉克和也门。